# جسیکا استروپ
جسیکا استروپ (انگلیسی: Jessica Stroup؛ زادهٔ ۲۳ اکتبر ۱۹۸۶) هنرپیشه و کمدین اهل ایالات متحده آمریکا است. وی از سال ۲۰۰۵ میلادی تاکنون مشغول فعالیت بوده‌است.
او بیشتر بخاطر بازی در نقش ارین سیلور در مجموعهٔ ۹۰۲۱۰ شناخته شده است. از دیگر فیلم‌هایی که وی در آن نقش داشته است، می‌توان به تپه‌ها چشم دارند ۲، تد، شب پرام، خفاش‌های خون‌آشام، جک‌ریچر ۲، شکسته و مجموعهٔ در ادامه اشاره کرد.